# Магдалена Блажевић
Магдалена Блажевић (Жепче, Босна и Херцеговина 1982) је савремена босанскохерцеговачка књижевница. 

## Биографија
Магдалена Блажевић је рођена и одрасла у Жепчу, у Босни и Херцеговни 1982. године. Тренутно живи и ради у Мостару. Дипломирала је хрватски и енглески језик и књижевност.
У књижевости се појавила са кратким причама које су објављиване у књижевним часописима и на књижевним порталима: Балкански књижевни гласник, Ријечи, Живот, Ајфелов мост, Стране, Астронаут итд. За приче је добила неколико награда у категорији најбоља прича.
Године 2020. је објавила збирку прича Светковина, о женама које нису могле или хтеле да обуздају своје жеље. Књига је преведена на више језика. Од двадест и пет прича које чине Светковину насловна прича је ушла у ужи избор за америчку књижевну награду „Аделаиде“.Приче из ове књиге су освојиле неколико награда за најбољу кратку причу (Ранко Маринковић, Зија Диздаревић, Бугојанска ваза).
Први роман У касно љето Блажевић је објавила 2022. године. Роман је снажно и поетично антиратно остварење, испричан из перспективе Иване Ширић, девојчице убијене у Босни 1993.

## Дела

### Приче
- 2020. - Светковина

### Роман
- 2022. - У касно љето